# Hermandad Nuestra Señora del Rocío «Los Romeros»
Hermandad Nuestra Señora del Rocío «Los Romeros» és una associació creada el 1984 al barri de Sant Martí de Barcelona, però després d'una primera etapa en què va canviar diverses vegades de lloc, es va establir a Nou Barris, districte on va tenir una acollida molt favorable pels seus veïns i les institucions. Actualment, el seu local es troba al carrer del Vinyar i les misses rocieras s'oficien l'últim diumenge de cada mes a la parròquia de Sant Francesc Xavier.
Els components de l'entitat han anat canviant al llarg de la seva trajectòria, però tots han contribuït a fer més gran la Hermandad. Un dels germans més destacats va ser el pare José Manuel Berdala, que va ser consiliari de «Los Romeros» fins a la seva mort i que va col·laborar molt activament amb la Federación de Entidades Culturales Andaluzas en Cataluña (FECAC).
La Hermandad Nuestra Señora del Rocío participa activament en diferents tradicions andaluses, com ara la Romeria del Rocío, la Feria de Abril, la commemoració
del Dia d'Andalusia o el Canvi de Vara, que representa el relleu del germà més important de l'entitat. Una de les celebracions principals d'aquesta associació és l'Encuentro de Coros Rocieros por Villancicos, que se celebra al Centre Cívic Zona Nord a mitjans de desembre. L'espectacle, en què actuen una vintena de corals, és gratuït i només es demana l'aportació d'un quilo d'aliments o articles d'higiene per donar-los a Càritas Diocesana i a la parròquia de Sant Francesc Xavier.
Durant tot l'any, «Los Romeros» també participen en diverses festes a Nou Barris, com ara la Castanyada, la Cavalcada de Reis, el Carnaval i les festes majors, i organitzen bianualment dues peregrinacions al Rocío (Huelva), una al voltant de la primavera i l'altra al mes de desembre. Actualment, l'associació la formen uns noranta membres, una vintena dels quals canten a la coral, i està agermanada amb entitats corals d'Arles (Provença-Alps-Costa Blava) i Las Cabezas de San Juan (província de Sevilla).
El 2006 va rebre la Medalla d'Honor de Barcelona. La distinció vol destacar tots han contribuït al desenvolupament d'una consciència ciutadana i han destacat en la defensa de Barcelona, així com per les seves virtuts i valors cívics. Els guardonats ho són per la seva trajectòria i també com a símbol i com a representants d'una ciutadania compromesa amb els valors de la solidaritat, la convivència, el desenvolupament sostenible, el diàleg i la cultura de la pau.
Aquesta Hermandad, junt amb el "Centro Andaluz de General Alvear de Argentina", la "Casa de Andalucía de San Nicolás de Argentina" y la "Casa de Andalucía de Asunción de Paraguay", va rebre el 2006 el rang de Comunitat Andalusa assentada a l'exterior pel Consell de Govern de la Junta d'Andalussia.